# 薩薩弗拉斯福克鎮區 (北卡羅萊納州格蘭維爾縣)
薩薩弗拉斯福克鎮區（英語：Sassafras Fork Township）是位於美國北卡羅萊納州格蘭維爾縣的一個鎮區。

## 地方資料
薩薩弗拉斯福克鎮區的面積為172.75平方千米，皆為陸地。根據2020年美國人口普查的數據，當地共有人口2558人，而人口密度為每平方千米14.81人。